# Fateh al-Moudarres
Fateh al-Moudarres (arabisch فاتح المدرس, DMG Fātiḥ al-Mudarris; * 1922 in Aleppo, Syrien; † Juni 1999 in Damaskus, Syrien) war ein syrischer Kunstmaler, Vorreiter der modernen Kunst in seinem Land, Schriftsteller und Bildhauer.
Fateh al-Moudarres wurde 1922 im syrischen Aleppo geboren. Der frühe Tod des Vaters und der erzwungene Abschied aus seiner Heimat im Norden spiegelt sich später in vielen seiner Werke wider, ebenso der Tod zweier Kinder. Nach der Ankunft in Damaskus und einer autodidaktischen Phase mit realistischen und surrealistischen Einflüssen, ging Moudarres 1954 nach Italien und studierte an der Accademia di Belle Arti in Rom, er blieb dort bis 1960.
Er entwickelte schließlich seinen eigenen Stil, den er selbst als „surrealistisch und figurativ, mit einem starken abstrakten Element“ beschrieb. Moudarres widmete sich auch religiösen, unter anderem auch christlichen Motiven. Er griff mythologische und ikonografische Themen auf, etwa Derwische oder die heilige Stadt Jerusalem. Aber auch die Politik, die ihm nach 1967 viele Sorgen bereitete, war ein Thema.
Zwischen 1969 und 1972 vervollständigte Moudarres seine Studien in Paris an der Ecole des Beaux Arts, ehe er in Damaskus am College of Fine Arts an der dortigen Universität seine Lehrtätigkeit aufnahm und zahlreiche junge Künstler beeinflusste.
Moudarres hatte zahlreiche Ausstellungen auf vier Kontinenten, unter anderem auch in Deutschland. Er gewann etwa eine Ehren-Medaille auf der Biennale 1963 in Sao Paulo, eine Retrospektive ehrte ihn 1995/96 am Institut du Monde Arabe in Paris, einige seiner literarischen Werke wurden ebenfalls veröffentlicht.
Der Künstler starb im Juni 1999. Seine Werke erzielen steigende Preise bei Auktionen in London sowie im arabischen Raum.